# Sadowne Węgrowskie
Sadowne Węgrowskie – przystanek osobowy i stacja kolejowa (stacja techniczna) znajdujące się między wsiami Zieleniec i Sokółka, około 4 km od centrum wsi Sadowne, w województwie mazowieckim, w Polsce. Stacja techniczna zlokalizowana jest na kilometrze 73,128, natomiast przystanek na kilometrze 72,489.

## Ruch pasażerski[3]
| Rok  | Wymiana pasażerska na dobę |
| ---- | -------------------------- |
| 2017 | 200-299                    |
| 2018 | 200-299                    |
| 2019 | 300-499                    |
| 2020 | 300-499                    |
| 2021 | 300-499                    |
| 2022 | 500-599                    |
| 2023 | 700-999                    |

## Historia
Stacja powstała w XIX wieku jako efekt budowy linii kolejowej Warszawa – Petersburg w 1862 r. Początkowo stacja nazywała się „Zieleniec” i nosiła tę nazwę do 1923 r. Pod tą nazwą wspomina o niej Bolesław Prus w „Emancypantkach”.

## Modernizacja
W wyniku przeprowadzonej w latach 2017–2019 modernizacji linii kolejowej nr 6 w zachodniej części stacji powstały dwa perony boczne, natomiast w jej wschodniej części, w miejscu dawnego peronu wyspowego, powstała stacja techniczna z dwoma torami głównymi zasadniczymi oraz trzema dodatkowymi. 
Zgodnie z rozkładem jazdy 2018/19 stacja obsługiwana jest przez pociągi osobowe Kolei Mazowieckich relacji Warszawa Wileńska – Małkinia – Warszawa Wileńska oraz Małkinia – Warszawa Zachodnia. Dodatkowo na czas utrudnień związanych z modernizacją linii kolejowej nr 6 zatrzymują się tam wybrane pociągi pospieszne spółki PKP Intercity.